# Thalhausen
Thalhausen là một đô thị thuộc huyện Neuwied, trong bang Rheinland-Pfalz, phía tây nước Đức. Đô thị Thalhausen có diện tích 3,66 km², dân số thời điểm ngày 31 tháng 12 năm 2006 là 739 người.